# Maison des Bacchantes
La maison des Bacchantes est une domus édifiée au Ier siècle sur l'actuelle commune de Sainte-Colombe dans le département du Rhône.

## Historique
Édifiée au Ier siècle, la maison des Bacchantes s'étend sur 900 m2. Elle fut détruite lors d'un incendie au début du IIIe siècle, les étages s'étant effondrés sur le rez-de-chaussée, elle préserva ainsi sa décoration.
Elle fut découverte lors des fouilles menées en préalable à la construction d'immeubles et de parkings d'avril 2017 à janvier 2018 sur une parcelle de 7 000 m2.

## Description
La villa se compose d'une trentaine de pièces richement décorées, organisées autour d'un péristyle bordé de galeries ouvertes, donnant sur un jardin avec bassin à abside.
Une terrasse bordée d'une rambarde plaquée de marbres blancs et recouverte de mosaïques surmonte les galeries.
Le triclinium possède une mosaïque en opus vermiculatum, datée de la période Flavienne présentant 15 tableaux. Le panneau central qui fait face à l'endroit ou prenait place le maître des lieux lors des banquets représente un Bacchus faisant boire sa panthère au pied d'un cep de vigne. Les panneaux aux quatre coins sont pourvus de mosaïques et des bacchantes portant les attributs des saisons, dont L'Hiver dans des tons bleus, gris et beige. L'ensemble est entouré d'une frise végétale dans laquelle on peut voir des personnages bacchiques (Silène, Ménades, satyres) danser en apportant leur offrande.
À l'opposé du jardin se trouve un balnéaire privé avec un frigidarium décoré d'une mosaïque, et un caldarium recouvert de marbre.

## Confusion
Ne pas confondre avec la maison des Bacchantes, autre nom de la maison du navire à Pompéi.